# 射江县
射江县，古县名。西魏析郪县置，治所在今四川省射洪市西北金华镇。属新城郡。北周时废。